# Serraca myrtilloides
Serraca myrtilloides là một loài bướm đêm trong họ Geometridae.